# Stema statului Sonora, Mexic

Steagul statului Sonora constă dintr-un dreptunghi alb pe care se află stema statului Sonora

Stema statului Sonora, conform denumirii originare din spaniolă, Escudo de Sonora, a fost adoptată oficial la 15 decembrie 1944 de către legislatura locală, intrând în vigoare odată cu publicarea acesteia la 20 decembrie a aceluiași an. 
Profesorul Eduardo W. Villa, distins istoric al statului Sonora, a inițiat în anul 1936, pe vremea când era atât director al Departamentului Educației Publice, cât și al Departamentului de Studii Istorice a statului Sonora, un proiect de studiere al elementelor necesare realizării unei steme a statului conform evoluției heraldicii din secolului 20. 
Pe baza acestor studii, guvernatorul Sonorei Abelardo L. Rodríguez a desemnat pe arhitectul Gustavo Aguilar y Francisco Castillo Blanco să realizeze stema propriu-zisă. 
Adunarea legislativă a statului Sonora, prin Decretul numărul 71 din 15 decembrie 1944, explica designul stemei în amănunțime și autoriza folosirea acesteia. 
Stema de astăzi, reprodusă în imaginea prezentă, este cea din 1944, care a fost supusă în perioada 1991 - 1997 unor modificări substanțiale conform Decretului numărul 112 din 1987 al Adunării Legislative a statului Sonora. 